# Bisaga Vela (Žut)
Bisaga Vela je nenaseljeni otok u  Kornatskom otočju.
Površina mu iznosi 0,037 km². Dužina obalne crte iznosi 0,83 km.

## Vanjske poveznice
|  | Zajednički poslužitelj ima još gradiva o temi Bisaga Vela (Žut) |